# Masdevallia citrinella
Masdevallia citrinella är en orkidéart som beskrevs av Carlyle August Luer och Malo. Masdevallia citrinella ingår i släktet Masdevallia och familjen orkidéer. Inga underarter finns listade i Catalogue of Life.